# فيلهلم لامبريشت
فيلهلم لامبريشت (بالألمانية: Wilhelm Lambrecht) (3 أغسطس 1834، ولبريشتهاوزن - 17 يونيو 1904 ، غوتينغن ) هو مخترع وصانع أجهزة قياس ألماني . 